# Smal skinnlav
Smal skinnlav (Leptogium plicatile) är en lavart som först beskrevs av Erik Acharius och fick sitt nu gällande namn av William Allport Leighton. 
Smal skinnlav ingår i släktet Leptogium och familjen Collemataceae.  Arten är reproducerande i Sverige. Inga underarter finns listade i Catalogue of Life.